# ماگما (جبر)

ساختارهای جبری بین ماگماها و گروه‌ها.

در جبر مجرد، ماگما (Magma)، باینار (Binar)،‏ (به ندرت به آن گروهواره «Groupoid» نیز گفته می‌شود)، ساختار جبری بنیادینی است. ماگماها مجموعه‌هایی مجهز به یک عملگر دوتایی اند که براساس تعریف باید بسته باشند. هیچ خاصیت دیگری برایشان الزامی نیست.

## تاریخچه و واژه‌شناسی
اصطلاح گروهواره (Groupoid) در ۱۹۲۷ میلادی توسط هاینریش براندت، هنگام توصیف گروهواره براندت معرفی شد (از واژه آلمانی Gruppoid گرفته شده‌است). سپس این اصطلاح توسط بی.ای. هاوسمان و اویستین اوره (۱۹۳۷ میلادی) مناسب سازی شد، (یعنی همان تعریف از طریق مجموعه مجهز به عمل دوتایی که در این مقاله نیز به کار رفته‌است). طی چند بازبینی که در مقالات بعدی زنترالبلات (Zentralblatt) منتشر شد، براندت قویاً مخالفت خود را با این نحوه از واژه‌گذاری ابراز نمود. گروه‌واره براندت، گروه‌واره‌ای در معنای مورد استفاده در نظریه رسته‌ها است، نه براساس معنایی که توسط هاوسمان و اور به کار برده شده‌است. با این وجود، کتاب‌های اثرگذاری در زمینه نظریه نیم-گروه‌ها شامل کتاب کلیفورد و پرِستون (۱۹۶۱ میلادی) و هوی (Howie) (1995 میلادی) از گروهواره‌ها در معنای به کار رفته توسط هاسمان و اور استفاده می‌کنند. هولینگز (Hollings) (در ۲۰۱۴ میلادی) می‌نویسد که اصطلاح گروهواره «احتمالاً اغلب در ریاضیات مدرن استفاده می‌شود»، براساس معنایی که اکنون در نظریه رسته‌ها به آن‌ها نسبت داده می‌شود.
براساس گفته برگمان و هاوسکنکت (Bergman & Hausknecht) (در ۱۹۹۶ میلادی): «کلمه‌ای برای عملگر دوتایی که لزوماً شرکت‌پذیر نباشد وجود ندارد که همگان برسر آن توافق داشته باشند. کلمه گروه‌وار توسط بسیاری از متخصصان جبر جهانی استفاده شده، اما کسانی که در نظریه رسته‌ها و شاخه‌های مرتبط با آن کار می‌کنند، نسبت به استفاده از گروهواره برای این مفهوم قویاً مخالفت می‌ورزند، چرا که نظریه رسته‌دانان از همین کلمه جهت اشاره به "رسته‌ای که تمام ریخت‌ها در آن معکوس‌پذیرند" استفاده می‌کنند. اصطلاح ماگما توسط ژان-پی‌یر سر در کتاب جبرهای لی و گروه‌های لی (در ۱۹۶۵ میلادی) به کار رفته‌است.» همچنین اصطلاح ماگما در کتاب Éléments de mathématique از نیکلا بورباکی نیز ظاهر شده‌است.

## تعریف
ماگما، مجموعه‌ای چون {\displaystyle M} مجهز به عمل دوتایی چون •  است که هر دو عنصر {\displaystyle a,b\in M} را به عنصر {\displaystyle a\cdot b} می‌فرستد. برای این که {\displaystyle (M,\cdot )} ماگما شود، باید در شرط زیر صدق کند:
برای تمام {\displaystyle a,b\in M}، نتیجه عمل {\displaystyle a\cdot b} نیز باید در {\displaystyle M} باشد.
عبارت فوق را برحسب نمادگذاری ریاضیاتی می‌توان به صورت زیر نوشت:
{\displaystyle \forall {a,b}(a,b\in M\implies a\cdot b\in M)}
اگر عملگر دوتایی ماگما جزئی باشد (یعنی برای تمام a و bها لزوماً تعریف شده نباشد)، به ماگمای حاصل ماگمای جزئی یا اصطلاح رایج‌تر آن «گروه‌واره جزئی» گفته می‌شود.

## ارجاعات
1. ↑  Bergman, Clifford, Universal Algebra: Fundamentals and Selected Topics
2. ↑  Hausmann, B. A.; Ore, Øystein (October 1937), "Theory of quasi-groups", American Journal of Mathematics, 59 (4): 983–1004, doi:10.2307/2371362, JSTOR 2371362
3. ↑  Hollings, Christopher (2014), Mathematics across the Iron Curtain: A History of the Algebraic Theory of Semigroups, American Mathematical Society, pp. 142–3, ISBN 978-1-4704-1493-1
4. ↑  Bergman, George M.; Hausknecht, Adam O. (1996), Cogroups and Co-rings in Categories of Associative Rings, American Mathematical Society, p. 61, ISBN 978-0-8218-0495-7
5. ↑  Bourbaki, N. (1998) [1970], "Algebraic Structures: §1.1 Laws of Composition: Definition 1", Algebra I: Chapters 1–3, Springer, p. 1, ISBN 978-3-540-64243-5
6. 1 2  Müller-Hoissen, Folkert; Pallo, Jean Marcel; Stasheff, Jim, eds. (2012), Associahedra, Tamari Lattices and Related Structures: Tamari Memorial Festschrift, Springer, p. 11, ISBN 978-3-0348-0405-9
7. ↑  Evseev, A. E. (1988), "A survey of partial groupoids",  in Silver, Ben (ed.), Nineteen Papers on Algebraic Semigroups, American Mathematical Society, ISBN 0-8218-3115-1